# 埔頂 (新竹市)
埔頂，是台灣新竹市的一個地名，在今東區中部偏東，範圍包括埔頂、龍山里、建功里、立功里及光明里的一部份。

## 歷史
台灣清治末期至日治前期，該地區為一街庄，稱為「埔頂庄」，隸屬於竹北一堡。該庄北與九甲埔庄為鄰，東與柴梳山庄、金山面庄為鄰，南邊為雙溪庄，西邊為赤土崎庄，西北部一小段與東勢庄為界。
1920年（日治大正九年），改制為「埔頂」大字，隸屬於新竹州新竹郡新竹街。1930年新竹街升格為新竹市，該地區仍屬之。戰後之初新竹市改制為省轄市，大字亦改制為里。其後因人口增加，已細分成多個里。

## 交通
中山高速公路（國道1號）大致以南北向穿越埔頂地區中部，並設有新竹交流道，可經由此站快速前往南北各地。
縣道122號大致西北—東南走向經過埔頂地區中部，往東可前往竹東，往西可前往新竹市市中心。縣道117號向北可經竹北前往新埔、湖口、新豐等地；往西再往南可前往香山。

## 學校
- 國立交通大學光復校區
- 建功高中
- 光武國中
- 龍山國小

## 景點
- 苗圃公園
- 埔頂金雞母

## 廟宇
新竹埔頂慈雲庵，俗稱新竹祖師廟、埔頂祖師廟、關埔祖師廟，址為新竹市東區埔頂路193號，主奉清水祖師，是一座臺灣民間信仰的祖師廟，每逢農曆正月初六祖師誕辰有慶典。
清德宗光緒五年（1877年），福建省泉州府安溪縣人士黃朝渡海來臺，奉請安溪清水巖之清水祖師，至埔頂莊（今日新竹市東區）開墾，遂建廟奉祀，以求去除水旱各災，風調雨順[1]。
2011年，埔頂慈雲庵紀念安座一百廿五年，舉辦「慶成福醮法會」。市長許明財、立委呂學樟、新竹市議會議長謝文進、議員林智堅等人到慈雲庵參拜，許明財稱清水祖師神威顯赫，庇佑埔頂莊發展快速前進，是本地信仰中心；議長謝文進則稱，慈雲庵清水祖師多年來保佑新竹市東區民眾，東區更是出了不少賢達人士，林智堅議員就是最好的例子[2]。
2016年埔頂慈雲庵捐獻廟前戲臺土地180坪土地，價值超過新臺幣一億元，供政府興建里民活動中心，此時的林智堅已經成為新竹市長，2017年2月，林智堅贈匾「神恩浩蕩」，以示感謝，林智堅表示，關埔重劃區寸土寸金，慈雲庵無償提供公家億元土地，可說是新竹市「最貴卻也最有人情味」的里集會所，是地方與政府合作的典範。除了感謝贈地以外，林智堅還提到埔頂慈雲庵所供奉的清水祖師自古庇佑黎民，早期地方屢屢旱災，向清水祖師求雨皆有所獲[3]。
交大土地公光明福德宮亦在此地域。